# 沈元 (成化進士)
沈元，字善之，直隸蘇州府長洲縣人，匠籍，明朝政治人物。進士出身。

## 生平
成化十三年（1477年）舉丁酉科順天府鄉試第七。成化十四年（1478年）聯捷戊戌科會試第一百四十九名，殿試登進士第二甲第五十二名。

## 家族
曾祖父沈宗德。祖父沈公濟。父亲沈如美。